# Everyway That I Can
«Everyway That I Can» — пісня турецької співачки Сертаб Еренер, з якою вона перемогла на пісенному конкурсі Євробачення 2003 в Латвії. Пісня була написана відомим композитором Деміром Демірканом і була аранжована відомим музичним продюсером Озаном Чолаколу. Турецька телекомпанія TRT обрала Сертаб Еренер, щоб представити Туреччину на конкурсі пісні Євробачення 2003 року, де незабаром здобула перемогу.
Пісня досягла комерційного успіху по всій Європі, посівши перше місце в хіт-парадах Греції, Швеції та Туреччини, а також увійшла до топ-10 в Австрії, Бельгії, Нідерландах, Румунії та Іспанії. Вона продовжує залишатися серед найкращих пісень Євробачення.

## Євробачення 2003
Турецька корпорація радіо і телебачення (TRT) самостійно обрала Еренер виконавицею для участі у 48-му пісенному конкурсі «Євробачення». 24 лютого 2003 року TRT оголосила пісню «Everyway That I Can» турецькою заявкою на конкурс. Спочатку пісня викликала суперечки з турецькою громадськістю, оскільки одні вважали її занадто пікантною, а інші — занадто поп-орієнтованою. Критику також викликало рішення Еренер виконати її повністю англійською мовою на Євробаченні.
Було випущено промо-відео з Еренер в замку в османському стилі, його трояндових садах, імператорському гаремі (житлових приміщеннях) і хамамі. Троянди є основним символом усього відео. Еренер одягнена в традиційному турецькому стилі, також присутні турецькі танцівниці.
Після обрання співака та пісні, Туреччина вважалася «налаштованою на перемогу» на конкурсі, але Еренер не вважалася фаворитом напередодні події; пісня «Не верь, не бойся» російського гурту «Тату» вважалася фаворитом на перемогу.
24 травня 2003 року пісенний конкурс «Євробачення» відбувся в залі «Сконто» в Ризі, організований Латвійським телебаченням (LTV) і транслювався в прямому ефірі на весь континент. Еренер виконала пісню «Everyway That I Can» четвертим номером вечора, отримавши схвальні відгуки критиків і ставши єдиною піснею, якій аплодували стоячи. Пісня була дещо аранжована, в неї були додані високі ноти і танець живота. Еренер місцями співала не в такт, а бек-вокал був синтезований з турецькими струнними інструментами.
Під час голосування вночі Росія, Туреччина і Бельгія кілька разів мінялися місцями на вершині рейтингу, перш ніж Словенія врешті-решт віддала перемогу Туреччині з відривом у два бали; пісня отримала максимальні 12 балів від чотирьох країн, що є другим найвищим показником (після Росії).

## Список композицій
| Цифрова дистрибуція | Цифрова дистрибуція   | Цифрова дистрибуція           | Цифрова дистрибуція | Цифрова дистрибуція |
| #                   | Назва                 | Автор                         | Продюсери           | Тривалість          |
| ------------------- | --------------------- | ----------------------------- | ------------------- | ------------------- |
| 1.                  | «Everyway That I Can» | Демір Деміркан, Сертаб Еренер | Озан Чолаколу       | 2:34                |